# Bélavár
Bélavár là một thị trấn thuộc hạt Somogy, Hungary. Thị trấn này có diện tích 22,78 km², dân số năm 2010 là 354 người, mật độ 16 người/km².